# Cyndi Lauper
Cynthia Ann Stephanie „Cyndi“ Lauper (* 22. června 1953, Queens, New York) je americká zpěvačka, skladatelka a herečka, oceněná cenami Emmy a Grammy. Úspěšnou se stala v polovině 80. let po vydání alba She's So Unusual. Je vůbec prvním umělcem, jehož čtyři singly z jedné desky figurovaly do pátého místa hitparádovém žebříčku (Top Five). Do současnosti (2009) nahrála 11 hudebních alb, přes 40 singlů a celosvětově prodala více než 60 miliónů kopií. Je známá svou podporou lidských práv. Byla například jednou z vystupujících v charitativní písni We Are the World z roku 1985.

## Hudební kariéra
Začínala ve skupině Blue Angel. Společně s Johnem Turim složila několik písní, které později vyšly na eponymním debutu u Polydor Records. Nejúspěšnějším singlem byla coververze skladby I'm Gonna Be Strong od Gene Pitneyho. V roce 1982 se skupina rozpadla a ona začala vlastní sólovou dráhu.
Debut She's So Unusual nahraný se členy skupiny The Hooters byl velice úspěšný, ze singlů Time After Time a Girls Just Want to Have Fun se staly celosvětově známé hity.
V roce 2016 bylo oznámeno, že Cyndi dostane svou hvězdu Hollywoodského chodníku slávy. Ceremoniál se konal 11. dubna 2016. Cyndi také vydala nové album Detour

## Diskografie
- 1983: She's So Unusual
- 1986: True Colors
- 1989: A Night to Remember
- 1993: Hat Full of Stars
- 1996: Sisters of Avalon
- 1998: Merry Christmas...Have a Nice Life
- 2001: Shine
- 2003: At Last
- 2005: The Body Acoustic
- 2008: Bring Ya to the Brink
- 2010: Memphis Blues
- 2016: Detour

## Herecká filmografie

### Film
| Rok  | Film                                 | Role                     | Poznámka |
| ---- | ------------------------------------ | ------------------------ | -------- |
| 1984 | Prime Cuts                           | sama sebe                |          |
| 1988 | Vibes                                | Sylvia Pickel            |          |
| 1990 | Mother Goose Rock 'n' Rhyme          | Mary (Had a Little Lamb) |          |
| 1990 | The Wall – Live in Berlin            | Young Pink               |          |
| 1991 | Off and Running                      | Cyd Morse                |          |
| 1993 | Life with Mikey                      | Geena Briganti           |          |
| 1994 | '[Mrs. Parker and the Vicious Circle | Picnic Guest             |          |
| 1999 | The Happy Prince                     | Pidge                    |          |
| 2000 | The Opportunists                     | Sally Mahon              |          |
| 2000 | Christmas Dream                      | TBA                      |          |
| 2009 | Here and There                       | Rose                     |          |
| 2009 | Section B                            | Betty                    |          |

### Televize
| Rok  | Film                                            | Role             | Poznámka                                            |
| ---- | ----------------------------------------------- | ---------------- | --------------------------------------------------- |
| 1989 | The Super Mario Bros. Super Show!               | sama sebe        | „Captain Lou Is Missing“ (26. díl, 2. řada)         |
| 1993 | Jsem do tebe blázen                             | Marianne Lugasso | „A Pair of Hearts“ (9. díl, 2. řada)                |
| 1995 | Jsem do tebe blázen                             | Marianne Lugasso | „Money Changes Everything“ (20. díl, 3. řada)       |
| 1999 | Jsem do tebe blázen                             | Marianne Lugasso | „Stealing Burt's Car“ (18. díl)                     |
| 1999 | Jsem do tebe blázen                             | Marianne Lugasso | „The Final Frontier“ (21. díl,7. řada)              |
| 1999 | Happily Ever After: Fairy Tales for Every Child | Pidge            | „The Happy Prince“ (5. díl, 6. řada)                |
| 2004 | Higglytown Heroes                               | Operator Hero    | „Smooth Operator/Stinky Situation“ (6. díl,1. řada) |
| 2005 | That's So Raven                                 | Miss Petuto      | „Art Breaker“ (13. díl, 3. řada)                    |
| 2005 | Queer As Folk                                   | sama sebe        | 10. díl, 5. řada                                    |
| 2008 | Super drbna                                     | sama sebe        | „Bonfire of the Vanity“ (10. díl, 2. řada)          |
| 2008 | As The World Turns                              | sama sebe        |                                                     |
| 2009 | 30 Rock                                         | sama sebe        | Kidney Now (22. díl, 3. řada)                       |
| 2009 | Bones                                           | Avalon Harmonia  | Harbingers in the Fountain (1. díl, 5. řada)        |

## Ocenění
- Grammy Award
  - 1985: Best New Artist
  - 1985: Song of the Year („Time After Time“)
- Emmy Award
  - 1995: Primetime Emmy Award for Outstanding Guest Actress in a Comedy Series, za roli Marianne Lugasso v komediálním seriálu Mad About You[4]